# Parque eólico Las Viñas
El parque eólico de Las Viñas está ubicado en los términos municipales de Valle de Santibáñez, Alfoz de Quintanadueñas y Merindad de Río Ubierna.  Fue promovido por Biovent Energía S.A. y está formado por 25 aerogeneradores fabricados por Gamesa modelo G-87 de 2.000 kW de potencia nominal unitaria, con rotor tripala de 87 m de diámetro, sobre torre troncocónica de 78 m de altura, con transformador de 2.100 kVA de potencia unitaria y relación de transformación 0,69/20 kV.

## Estructura
El parque tiene una potencia total de 50.000 kW, formado por los siguientes elementos:
- Red subterránea de Media Tensión a 20 kV de interconexión de los aerogeneradores, con llegadas a la Subestación Transformadora «Las Viñas» del parque eólico con conductor de aluminio tipo HEPRZ1 12/20 kV, de sección máxima 400 mm².
- Subestación Transformadora «Las Viñas», situada en el término municipal de Merindad de Río Ubierna, tipo intemperie-interior, de relación de transformación 20/132 kV, con un transformador de potencia de 55 MVA tipo intemperie, un transformador de servicios auxiliares de interior de 50 KVA de potencia unitaria y relación de transformación 20/0,420-0,242 kV y un edificio de control.
- De esta subestación parte una línea de proyecto independiente, hasta la «Línea de evacuación Lodoso-Marmellar a 132 kV» con destino final en la Subestación «La Coculina» 132/400 kV .

## Acceso
El acceso al parque eólico se realiza desde la carretera BU-V-6011, en el tramo que une las localidades de Las Rebolledas y Celadilla-Sotobrín, a través de varios caminos que dan acceso a los diferentes ramales del parque.

## Medio ambiente
El parque se ubica a unos 3 km al este del Lugar de Interés Comunitario Riberas del Río Arlanzón y afluentes, codificado ES4120072.
Las medidas preventivas, correctoras y compensatorias a efectos ambientales recogidas en la Declaración de Impacto Ambiental supusieron modificar la ubicación de los aerogeneradores bajo dos criterios: que existiese al menos una distancia de 800 m a los límites de los núcleos de población y evitar la afección a nidos de águila real.
- Datos: Q5970845